# Palazzo De Rossi
Palazzo De Rossi Malvezzi, conhecido também apenas como Palazzo De Rossi ou Palazzo Malvezzi, é um palácio localizado no número 6 da Via del Consolato, no rione Ponte de Roma. Construído no século XVII, é um dos poucos edifícios no local que foram poupados da demolição durante as obras de abertura do Corso Vittorio Emanuele II. Por conta disto, seu piso térreo, marcado por um design rusticado tipicamente florentino, está atualmente num nível muito abaixo do nível da rua moderno.